# Siderone confluens
Siderone confluens är en fjärilsart som beskrevs av Otto Staudinger 1886 . Siderone confluens ingår i släktet Siderone och familjen praktfjärilar. Inga underarter finns listade i Catalogue of Life.